# 臺南新報
臺南新報是明治36年（1903）《臺澎日報》與《新聞台灣》合併後的報紙，以日治時期的南部臺灣為主要的發行地，且是與北台灣的《臺灣日日新報》、中台灣的《台灣新聞》齊名的三大報之一，後經二度改題。民國98年（2009），臺南市立圖書館與臺灣歷史博物館合作，將現存1921年至1937年間以《臺南新報》為題的報紙史料復刻出版。民國107年（2018）國立臺灣歷史博物館所建置的「近代臺灣報刊資料庫」（原稱臺南新報資料庫）正式上線，提供《臺南新報》1921年5月至1937年1月，共109個月份的報刊數位化資料供大眾閱覽與使用。

## 沿革

### 南臺灣的報紙：《臺澎日報》（1899－1903）
明治32年（1899）富地近思以《臺澎日報》為題，於南台灣創辦報紙。不久，富地近思認為當時臺南地區除了自家的《臺澎日報》外，還有《新聞台灣》與之競爭，不利其經營，故接受臺南活版社經營者奧村金太郎的建議，將兩報合併為《臺南新報》。:48明治35年（1902）富地近思變更發行所臺南活版社的組織，改名為株式會社臺南新報社。明治36年（1903），富地近思社長以及奧村金太郎、平野六郎、江口音三等常務董事正式於株式會社臺南新報社就任，:7社址位於臺南市本町三丁目二三四番地（今臺南市民權路一帶）。:16

### 成為日治時期三大報：《臺南新報》（1903－1937）
明治36年（1903）臺南新報社正式運作後，逐漸在臺南建立讀者群，並擴大編制與資本額。臺南新報社最初的資本額為3萬圓，明治39年（1906）增加至5萬圓，6年後的明治45年（1912）再增加至10萬圓。:48-49之後，《臺南新報》也透過發行夕刊，以及在各地設立分局、駐地記者等方式維持競爭力，與北部的《臺灣日日新報》、中部的《臺灣新聞》並稱「日治時期三大報」。:8而「御用三紙」則是上述三報帶有諷刺性的稱呼。:5

### 二度更題：《臺灣日報》（1937－1944）
昭和12年（1937），在臺灣軍司令部的施壓下，臺灣各大刊物皆宣布廢止漢文欄。:7同年，《臺南新報》因應「南進國策」以及避免「跼蹐於南部臺灣一隅」之誤解，更題為《臺灣日報》，並將社址改至臺南市北門町二丁目六一番地（今臺南市北門路）。:8

### 全臺六報整併：《臺灣新報》（1944－1945）
《臺南新報》更題為《臺灣日報》的7年後，昭和19年（1944）在臺灣總督安藤利吉的宣布下，含臺南的《臺灣日報》在內，臺北的《臺灣日日新報》、臺北的《興南新聞》臺中的《臺灣新聞》、高雄的《高雄新報》以及花蓮的《東臺灣新報》等全臺六家報刊合併為《臺灣新報》，正好與日治時期臺灣最早的日刊同題:7而原先的六家報刊的社址則變更為各地分局，負責《臺灣新報》的業務。:8

## 分局與駐地記者
根據昭和12年（1937）的統計資料，《臺南新報》在臺灣本島內設有臺北、基隆、臺中、嘉義、高雄、屏東等分局，日本內地則有東京、大阪兩分局。分局底下，設局長一名與事務員數名。:10而駐地記者的據點則包含臺灣的宜蘭、新竹、苗栗、南投、彰化、員林、北港、岡山、旗山、東港、花蓮港，以及日本的廣島、門司與神戶等地。:10

## 主要內容與特色

### 藝文資訊與作品連載
《臺南新報》的內容包含官方的法令規章、日本內地、國外重要事件、以及臺灣島內各類社會、經濟、民生、教育等地方新聞。除此之外，也刊載與宗教、民俗、音樂、體育等活動資訊以及文人的作品連載。:12

### 重視島內消息
有研究者以1921年5月3日、1930年2月1日以及1936年10月1日的報刊為考察對象，分析1920年代以後的《臺南新報》的報刊內容。:54研究者發現，《臺南新報》的報導內容隨者時間越漸詳細，並認為頭版從原先以國際消息為主，轉為以臺灣島內消息為主的現象，反映了《臺南新報》對於島內消息的重視，又以南部消息居多。:55

### 米糖消息與相關專欄
若將1936年的《臺南新報》與《臺灣日日新報》兩相對照，可觀察到，比起《臺灣日日新報》以臺灣為主題的新聞為主，《臺南新報》在南部經濟產業新聞、商況方面的比重較高，且更著重於米、穀肥及地方新聞。:55《臺南新報》著重米糖消息的特色，從報題底圖的甘蔗花、甘蔗莖葉，以及雜報欄中「製糖彙報」、「米糖市況」及「糖界雜俎」等專欄的存在可見一斑。:12

## 電子資源
國立臺灣歷史博物館：近代臺灣報刊資料庫 （页面存档备份，存于）

## 文獻
1. ↑  陳金順. . 文化部國家文化資料庫. 2009-12-31  [2019-03-30]. （原始内容存档于2020-10-28） （中文）.
2. ↑  . 政府出版品資訊網.   [2023-01-15]. （原始内容存档于2023-01-15）.
3. ↑  . 國立臺灣歷史博物館-首頁. 2018-10-03  [2019-03-30]. （原始内容存档于2019-03-30） （中文）.
4. ↑  劉婉君. . 自由電子報. 2018-10-09  [2019-03-30]. （原始内容存档于2018-10-10） （中文）.
5. 1 2 3 4 5  王美雯、張靜宜. . 台灣史料研究. 2012, (39).
6. 1 2 3 4 5 6 7 8 9  吳青霞，〈「臺南新報」題解〉，《臺南新報總目錄》，臺南：臺史博、南市圖，2009。
7. 1 2 3  李承機.  (PDF). 臺灣學通訊，第85期. 國立臺灣圖書館. 2015  [2023-01-15]. （原始内容存档 (PDF)于2023-01-15）.